# Hesselink Koffie
Hesselink Koffie is sinds 1885 een Nederlandse koffiebranderij die werd opgericht als familiebedrijf in Winterswijk. In dat jaar opende J.W. Hesselink namelijk zijn winkel in koloniale waren, waaronder koffie en thee.
Vanaf 1922 ging het bedrijf verder onder de naam Koffiebranderij J.W. Hesselink & Zn., omdat er toen twee zonen in de zaak werden opgenomen. In de jaren dertig richtte Hesselink zich steeds meer op het produceren van koffie en werd er ook voorverpakte en voorgemalen koffie verkocht. Na de Tweede Wereldoorlog kregen de kruideniers het lastig door de opkomst van de supermarkt. Hesselink Koffie kon echter toch blijven bestaan door koffie te gaan produceren voor de horeca.
Inmiddels is het al de vierde generatie die Hesselink Koffie draaiende houdt. Twee eeuwen nadat zijn overgrootvader het bedrijf oprichtte, is Gerrit Hesselink tegenwoordig de directeur. Hesselink Koffie heeft ondertussen twee vestigingen: een hoofdkantoor in Winterswijk en sinds 2008 een tweede vestiging in Amsterdam onder de naam Hesselink Koffie West. Hesselink Koffie richt zich zowel op de horecasector als op het bedrijfsleven en produceert inmiddels ook thee.

## Hofleverancier
Met het predicaat hofleverancier mogen bedrijven het wapen van het Koninkrijk der Nederlanden voeren met de toevoeging ‘Bij Koninklijke Beschikking Hofleverancier’. Het predicaat hofleverancier moet door de koning worden toegekend.
Hiervoor komen kleine en middelgrote bedrijven in aanmerking die minimaal honderd jaar oud zijn, een vooraanstaande plaats innemen in hun branche en een zeer goede reputatie hebben in hun regio. Zij worden gekenmerkt door kwaliteit, soliditeit en continuïteit. De ondernemers moeten bovendien van onbesproken gedrag zijn.
De toekenning vindt gewoonlijk plaats naar aanleiding van een jubileum of een zeer bijzondere gebeurtenis in het bedrijf. Momenteel mogen ongeveer 450 bedrijven zich Hofleverancier noemen en het wapen van het Koninkrijk der Nederlanden voeren, waar Hesselink Koffie er een van is. Bij Hesselink Koffie vormde het 125-jarig bestaan van de familiekoffiebranderij in 2010 de aanleiding.

## Duurzaamheid
Hesselink Koffie doet veel aan duurzaamheid. Sinds 2016 is het bedrijf overgegaan op 100% Rainforest Alliance gecertificeerde koffiebonen. Daarnaast is er een Fingerprinted-lijn: deze koffie is dubbel gecertificeerd met zowel een Max Havelaar keurmerk als een biologische SKAL-certificering.
Hesselink Koffie werkt ook samen met 4C Association, Seabridge Logistics, Efico Foundation, UN Global Compact, GroenGeld, AGEM en MVO Nederland.
Bovendien heeft Hesselink Koffie de Hesselink Koffie Foundation opgericht. Deze foundation steunt verschillende projecten die bijdragen aan een duurzamere wereld rondom koffie en zoekt naar innovaties die daarbij kunnen helpen.

## Producten
Hesselink Koffie biedt verschillende koffiesoorten aan, zoals espresso, filterkoffie, fresh brew koffie, ijskoffie, seizoensspecials en speciale koffie voor de horeca die wordt gemaakt van koffiebonen uit één specifiek land en daarbinnen uit één specifieke regio. Er zijn tevens koffiecups beschikbaar.
Hesselink Koffie biedt ook diverse koffiemachines aan, zowel volautomaten als filterdragers. De machines zijn van de merken WMF, SanRemo, Animo, Kees van der Westen, Faema, Franke, Bravilor Bonamat, ETNA en Jura. Bovendien zijn er occassions beschikbaar.
Daarnaast zijn er allerlei serviceproducten verkrijgbaar, zoals koffiemolens, melkopschuimers, een breed assortiment Veine Thee, servies, blikken, bekers, melkcupjes, suikerzakjes en verschillende soorten koekjes.
Bovendien kunnen er voor het bedrijfsleven koffieconcepten worden ontwikkeld.

## Activiteiten
Beide vestigingen van Hesselink Koffie beschikken over een Coffee Coaching Center. Klanten en relaties kunnen hier alles leren over de herkomst en bereidingswijze van koffie. Het centrum biedt ook de mogelijkheid om de koffiemachines te testen en de koffie te proeven.
Hesselink Koffie geeft tevens koffieworkshops en baristacursussen voor de horeca. Het is voor bedrijven ook mogelijk om de koffiebranderij te bezoeken.

## Onderscheidingen en certificaten
- A-label voor duurzaamheid door Rank a Brand[19]
- Bij Koninklijke Beschikking Hofleverancier[20]
- Wordt naar gestreefd: het certificaat ISO 14001 voor milieumanagementsystemen[1]